# Сосновка (юго-восток Санкт-Петербурга)
Сосно́вка (Черновка) — историческая часть в Невском районе Санкт-Петербурга. Расположена на правом берегу Невы между Народной улицей, проспектом Большевиков и Невой.
Усадьба Сосновка граничила когда-то с Малым Рыбацким, находившимся на месте нынешней Народной улицы. Название Сосновка происходит от соснового леса, располагавшегося в этих местах.
В конце XVIII в. эта местность стала собственностью князей Гагариных. От Гавриила Петровича Гагарина, министра коммерции при Александре I, усадьба досталась его сыну Павлу Гаврииловичу, который в 1800 г. стал мужем княжны Анны Петровны Лопухиной — фаворитки Павла I.
В 1891—1893 годах на нынешней Октябрьской набережной, 72, был построен охотничий дом для действительного статского советника Александра Чернова, усадьба Сосновка(Черновка), (арх. А. И. фон Гоген при участии арх. А. И. Кузнецова).
После революции, в октябре 1919 г., в бывшем особняке Чернова открыли дом отдыха для рабочих Невской заставы, просуществовавший тут несколько лет. Потом в особняке находилась поликлиника, а с 1943 г. он перешел в ведение Министерства связи.
В 1926—1927 годах рядом с усадьбой на Октябрьской набережной, 90—96, был возведен жилмассив для работников 5-й ГЭС («Красный Октябрь»); район также стал называться Сосновкой. Нынешний облик сформировался в начале 1960-х годов, когда оставшаяся территория была застроена типовыми жилыми домами первых массовых серий.
Сейчас приусадебный сквер официально называется садом «Дача Чернова». В 2007 году его реконструировали, тогда же была отремонтирована ограда.